# Ueckermannseius bundibugyoensis
Ueckermannseius bundibugyoensis är en spindeldjursart som beskrevs av Moraes, Zannou och Oliveira 2006. Ueckermannseius bundibugyoensis ingår i släktet Ueckermannseius och familjen Phytoseiidae. Inga underarter finns listade i Catalogue of Life.